# Chu kỳ tim
Chu kỳ tim là hoạt động của tim con người từ đầu của một nhịp tim đến đầu của một nhịp tiếp theo. Nó bao gồm hai giai đoạn: một giai đoạn trong đó cơ tim giãn và nạp máu, được gọi là tâm trương, tiếp theo là một khoảng thời gian co thắt mạnh và bơm máu, được gọi là tâm thu. Sau khi đẩy máu đi, tim ngay lập tức thư giãn và mở rộng để nhận thêm một lượng máu trở lại từ phổi và các hệ thống khác của cơ thể, trước khi co bóp để bơm máu đến phổi và các hệ thống đó. Một trái tim hoạt động bình thường phải được mở rộng hoàn toàn trước khi nó có thể bơm lại hiệu quả. Giả sử một trái tim khỏe mạnh và tỷ lệ điển hình từ 70 đến 75 nhịp mỗi phút, mỗi chu kỳ tim, hoặc nhịp tim, mất khoảng 0,8 giây để hoàn thành một chu kỳ.
Có hai khoang tâm nhĩ và hai tâm thất trong trái tim; chúng được ghép nối như trái tim và trái tim bên phải — đó là tâm nhĩ trái với tâm thất trái, tâm nhĩ phải với tâm thất phải — và chúng hoạt động nhịp nhàng để lặp lại chu kỳ tim liên tục, (xem sơ đồ chu trình ở lề phải). Tại điểm "Bắt đầu" của chu kỳ, trong tâm trương- sớm, tim giãn ra và giãn nở trong khi nhận máu vào cả hai tâm thất thông qua cả hai tâm nhĩ; sau đó, gần cuối tâm trương-muộn, hai tâm nhĩ bắt đầu co lại (tâm thu-tâm nhĩ), và mỗi tâm nhĩ bơm máu vào tâm thất bên dưới nó. Trong giai đoạn tâm thu, tâm thất co lại và đẩy ra hai lượng máu tách ra từ tim - một đến phổi và một đến tất cả các cơ quan và hệ thống khác trong cơ thể, trong khi hai tâm nhĩ thư giãn. Sự phối hợp chính xác này đảm bảo máu được lấy về và lưu thông trong cơ thể một cách hiệu quả.